# Années 60 av. J.-C.
Les années 60 av. J.-C. couvrent les années de 69 av. J.-C. à 60 av. J.-C.

## Événements
- 69 av. J.-C. : bataille de Tigranocerte[1].
- 67 av. J.-C. : Aristobule II détrône son frère Hyrcan II et devient roi de Judée (fin en 63 av. J.-C.)[2].
- 67-63 av. J.-C. : campagnes de Pompée en Orient. Fin de la troisième guerre de Mithridate[1].
- Après 67 av. J.-C. : le culte de Mithra est introduit à Rome après la victoire de Pompée sur les pirates de Cilicie[3].
- 66 av. J.-C. : les Romains défont le roi Tigrane II d'Arménie[1]. L'Arménie paie tribut à Rome.
- 66-61 av. J.-C. : crise financière à Rome[4].
- Vers 65-63 av. J.-C., Judée : date possible de la persécution et de la mort d'un des Maîtres de Justice[5], successeur de l'éventuel Maître de Justice fondateur du mouvement du Yahad souvent identifié aux Esséniens[6], ou à l'une de leurs quatre tendances, c'est-à-dire soit les Zélotes, soit la Quatrième philosophie. Le mouvement reprend vie avec l'opposition aux Romains qui débouche sur la Grande révolte juive (66-70). Une centaine des 870 manuscrits de la mer Morte, dont notamment le Manuel de discipline était leurs textes essentiels définissant les règles pour l'armée de Dieu destinée à la guerre sainte. Ces manuscrits ont probablement été cachés dans le contexte de cette révolte, accompagnées des valeurs inventoriées sur le rouleau de cuivre. L’essénisme préfigure le christianisme[7].
- 64 av. J.-C. : fin de la dynastie séleucide ; la Syrie devient province romaine[1].
- 64-63 av. J.-C. : Pompée procède à une réorganisation générale de l’Orient qui le retient deux années[8]. Il annexe le Pont et la Paphlagonie et dispose en faveur de princes clients du reste de l’Asie Mineure. La Syrie et la Phénicie sont réduites en provinces romaines, la Commagène et l’Osroène sont données à des princes vassaux.
- 63-62 av. J.-C. : conjuration de Catilina[1].
- 63 av. J.-C. : Pompée s'empare de Jérusalem et la Judée passe sous protectorat romain[9].
- 62 av. J.-C. : les Suèves, dirigés par Arioviste, envahissent la Gaule. Ils battent les Séquanes et les Éduens et occupent toute la haute Alsace[10].
- 62-61 av. J.-C. : révolte des Allobroges en Gaule transalpine. Ils sont écrasés par les Romains[11].

## Personnalités significatives
- Arioviste
- Aristobule II
- Jules César
- Mithridate VI
- Lucullus
- Pompée